# Silnice II/401
Silnice II/401 je silnice II. třídy, která vede z Vladislavi do Jaroměřic nad Rokytnou. Je dlouhá 18,1 km. Prochází jedním krajem a jedním okresem.

## Stavby
V roce 2020 byl rekonstruován most mezi Jaroměřicemi nad Rokytnou a Boňovem. V roce 2023 byl opraven úsek silnice mezi Číměří a Vladislaví a v roce 2024 byly opraveny úseky silnice mezi Dolními Vilémovicemi a Lipníkem a průtah Boňovem.

## Vedení silnice

### Kraj Vysočina, okres Třebíč
- Vladislav (křiž. I/23)
- Číměř (křiž. III/4011, III/4012)
- Dolní Vilémovice (křiž. II/351, III/4013)
- Lipník (křiž. III/36063, III/36066)
- Boňov (křiž. III/4015)
- Jaroměřice nad Rokytnou (křiž. II/360, III/4014, III/36078)